# Guzowatka (Ostrołęka)
Pour les articles homonymes, voir Guzowatka.
Guzowatka (prononciation : [ɡuzɔˈvatka]) est un village polonais de la gmina de Baranowo dans le powiat d'Ostrołęka de la voïvodie de Mazovie dans le centre-est de la Pologne.
Il se situe à environ 9 kilomètres au nord de Baranowo (siège de la gmina), 30 kilomètres au nord-ouest d'Ostrołęka (siège du powiat) et à 116 kilomètres au nord de Varsovie (capitale de la Pologne).

## Histoire
De 1975 à 1998, le village appartenait administrativement à la voïvodie d'Ostrołęka.